# Förintelseindustrin
Förintelseindustrin med undertiteln exploateringen av nazismens offer  (originaltitel The Holocaust Industry: Reflections on the Exploitation of Jewish Suffering) är en bok publicerad 2000 av Norman Finkelstein. 
Boken uttrycker åsikten att förintelsen under andra världskriget idag används av sionistiska intressen, bland annat som stöd för Israels agerande i Palestinska områden men även för ekonomisk vinning. Boken har kritiserats för att gå förintelseförnekarnas och antisemiternas ärenden.[källa behövs] Författaren är själv av judisk härkomst och hans föräldrar är överlevande från tyska förintelseläger.